# Parmele
Parmele är en mindre ort i Martin County i delstaten North Carolina, USA. Enligt folkräkningen 2020 bor 243 personer på orten. Enligt United States Census Bureau så är ortens areal 3.1 kvadratkilometer, av vilket 100 procent är land.